# Neuratelia grandis
Neuratelia grandis är en tvåvingeart som beskrevs av Garrett 1925. Neuratelia grandis ingår i släktet Neuratelia och familjen svampmyggor.
Artens utbredningsområde är British Columbia. Inga underarter finns listade i Catalogue of Life.